# 한국어의 방언

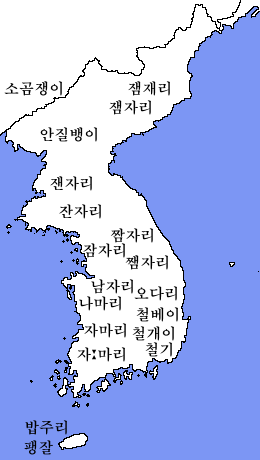
방언별로 나타낸 ‘잠자리’를 뜻하는 낱말.

한국어의 방언에서는 한국어에 있는 방언을 개관한다.

### 일반적인 구획
한국어 방언은 음운, 문법, 어휘의 측면에서 몇 개 구획으로 나뉜다. 방언 구획은 연구자 사이에서 약간의 견해 차이가 있어 꼭 일치되지 않지만 많은 경우 아래 다섯 개 방언을 구분한다. 각 방언의 명칭은 방언연구회(2001)에 의거한다.
1. 서북 방언: 구 평안도(현재의 평양직할시, 평안남도, 평안북도, 자강도) 지역을 중심으로 한 방언. 평안도 방언이라고도 한다. 황해도 지역 북부 또는 전역을 이 방언 구역에 포함시키는 연구자도 있다.
2. 동북 방언: 구 함경도(현재의 함경남도, 함경북도, 량강도) 지역을 중심으로 한 방언. 함경도 방언이라고도 한다. 구 평안북도 동북부(현재의 자강도, 량강도 경계 지역)을 포함시킬 경우가 많다. 보통은 함경남도 남부를 제외하지만 구 함경남도 남부(현재의 조선민주주의인민공화국(이하 ‘북한’이라 함) 강원도 북부) 부근의 취급은 연구자마다 다를 수 있다. 함경북도 최북부인 회령시(會寧市), 온성군(穩城郡), 종성군(鐘城郡, 현재의 온성군의 일부), 경원군(慶源郡, 현재의 새별군) 등지의 방언은 ‘육진 방언’(六鎭方言)이라 하며 동북 방언과 구별하기도 한다.
3. 중부 방언: 경기도(서울특별시, 인천광역시 포함), 황해도, 강원도, 충청도(대전광역시, 세종특별자치시 포함) 지역을 중심으로 한 방언. 구 영흥군(현재의 금야군) 이남의 함경남도 지역을 포함하는 경우가 많다. 그중 서울 방언은 대한민국 표준어의 지역적 바탕이 되었다. 황해도 북부 또는 전역을 서북 방언으로 보는 연구자도 있다. 대전과 세종을 포함한 충남 남부 지역의 경우, 경기 방언과 유사한 다른 충청 지역 방언에 비해 서남 방언과 더 유사하기에 남부 방언으로 분류하는 경우도 있다. 또 성조 차이의 이유로 강원도 영동 지방의 방언을 중부 방언으로부터 구분하는 경우가 있다(‘경기 방언’, ‘영동 방언’, ‘충청 방언’ ‘황해 방언’ 참조).
4. 서남 방언: 구 전라도(광주광역시 포함)를 중심으로 한 방언. 전라도 방언, 호남 방언이라고도 한다. 하위 방언은 북부 서남 방언(전북 방언), 남부 서남 방언(전남 방언)이라 불린다.
5. 동남 방언: 구 경상도(부산광역시, 대구광역시, 울산광역시 포함)를 중심으로 한 방언. 경상도 방언, 영남 방언이라고도 한다. 하위 방언은 북부 동남 방언(경북 방언), 남부 동남 방언(경남 방언)이라 불린다.
6. 제주어: 제주특별자치도(제주시, 서귀포시)를 중심으로 한 방언. 제주 방언이라고도 한다.

### 방언 구획에 관한 견해들
|  |  |

### 일제 강점기
한국어 방언 구획은 이극로의 ‘조선말의 사투리’(1932년)부터 시작된다고 한다. 이극로는 한국어 방언을 다섯 개 구역으로 나누었다고 한다.
- ‘관서 방언’(평안도와 황해도의 일부),
- ‘관북 방언’(함경도),
- ‘중부 방언’(경기도와 강원도의 일부),
- ‘호남 방언’(충청도, 전라도),
- ‘영남 방언’(강원도의 일부, 경상도).

여기서는 제주 방언에 관한 언급이 없으나 반도 지역의 방언을 중부, 서북부, 동북부, 서남부, 동남부의 다섯 개로 나누는 방법은 이미 이 시기부터 이뤄지고 있다.
제주도 방언을 포함해 한국어 방언 전체의 체계적인 구분법은 오구라 신페이(小倉進平)에 의해 이루어졌다.. 오구라는 한국어 방언을 여섯 가지로 구분했다(【그림1】 참조).
- ‘평안도 방언’(구 후창군을 제외한 구 평안남북도 지역),
- ‘함경도 방언’(구 영흥군 이남을 제외한 구 함경남북도 지역, 구 평북 후창군 포함),
- ‘경기도 방언’(구 황해도, 경기도, 구 울진군을 제외한 구 강원도, 충청남북도, 구 영흥 이남의 구 함경남도, 전북 무주군),
- ‘전라도 방언’(무주군을 제외한 전라남북도 지역),
- ‘경상도 방언’(경상남북도 지역, 구 강원도 울진군 포함),
- ‘제주도 방언’

또 고노 로쿠로(河野六郞)는 오구라의 구분법을 기본적으로 답습하여 다섯 가지로 방언을 구분했다.
- ‘서선(西鮮) 방언’(“河野六郞著作集1” 수록판에서는 ‘서북 방언’),
- ‘북선(北鮮) 방언’(동 ‘동북 방언’),
- ‘중선(中鮮) 방언’(동 ‘중부 방언’),
- ‘남선(南鮮) 방언’(동 ‘남부 방언’, Ogura(1940)의‘전라도 방언’과 ‘경상도 방언’을 통합한 구역),
- ‘제주도 방언’

### 현대
해방 이후 대한민국에서의 구분법을 살펴보면, 이숭녕은 ‘평안도 방언’, ‘함경도 방언’, ‘전라도 방언’, ‘경상도 방언’, ‘제주도 방언’, ‘중부 방언’의 여섯 개 방언을 구분했다. 구획은 오구라의 구분법과 동일하지만 각 구획의 범위는 오구라와 꼭 일치되지는 않는다. “방언학 사전(方言學 事典)”의 구분은 오구라, 이숭녕의 구분을 답습한다. 서북 방언에 관해서는 구 후창군을 포함시키면서도 구 후창군과 구 양덕군은 ‘동북 방언의 영향이 현저하다’고 한다. 중부 방언에 관해서는 황해도 재령군(載寧郡) 이남으로 하며 황해(북)도 북부를  남부 방언군으로 크게 나누며, 전자에는 평안도, 함경도, 황해도, 경기도, 충청도 북부, 강릉 이남의 영동 지역을 제외한 강원도의 방언들을 소속시키고 후자에는 충청도 남부, 강원도 강릉 이남의 영동 지역, 전라도, 경상도, 제주도의 방언들을 소속시켰다.
한편 조선민주주의인민공화국의 행정 구역 개편과 교통의 발달로 방언 경계가 변화하였다는 점도 영향을 끼친다. 구 후창군 대부분 지역은 동북 방언으로 분류되지만 후창군 남부 지역 중 화평군에 편입되어 자강도에 잔류한 지역은 서북 방언을 사용한다. 반면 그래서 북한에서 분류하는 서북 방언과 동북 방언의 경계는 자강도-량강도 도계를 그대로 따른다.
조선민주주의인민공화국의 학자인 김병제(金炳濟)는 방언을 '동부 방언'과 '서부 방언'으로 나눈 다음에 동부 방언을 다시 동북 방언과 동남 방언의 두 가지로 나누며, 서부 방언을 서북 방언, 중부 방언, 서남 방언, 제주 방언의 네 가지로 다시 나눈다. 하위 방언을 여섯 가지로 나누는 방법은 오구라의 구분법과 동일하지만 황해도 방언은 평안도 방언과 합쳐 서북 방언으로 삼고 있다.
김성근의 구분법에서는 서북, 동북, 중부, 서남, 동남, 제주에 육진을 더하여 일곱 개 구획을 인정한다. 육진 방언을 동북 방언으로부터 적극적으로 구별하는 것이 특징적이다. 또 황해도 지역의 방언 전체를 중부 방언으로 보는 견해에 이의를 제창하며 황해북도 지역을 서북 방언으로 보는 것에 타당성을 주고 있다.

## 분류
다음은 오구라 신페이에 의한 연구에 기초한 분류이며, 일반적으로 하위 방언을 분류할 때는 이 6~7갈래의 구분이 통용된다.
|  | (육진 방언)   |
|  |               |
|  | (함경도 방언) |
|  |               |

|  | 황해도 방언 |
|  |             |
|  | 경기 방언   |
|  |             |
|  | 충청 방언   |
|  |             |
|  | 영동 방언   |
|  |             |

|  | (경남 방언) |
|  |             |
|  | (경북 방언) |
|  |             |

|  | (육진 방언)   |
|  |               |
|  | (함경도 방언) |
|  |               |

|  | 황해도 방언 |
|  |             |
|  | 경기 방언   |
|  |             |
|  | 충청 방언   |
|  |             |
|  | 영동 방언   |
|  |             |

|  | (경남 방언) |
|  |             |
|  | (경북 방언) |
|  |             |

### 동서부 분류
특히 각 방언체 내에서 공유되는 특징에 주목하여 한국어를 크게 동부 한국어와 서부 한국어로 구분짓기도 한다.
장단과 성조를 가지고 있던 중세 국어와 비교했을 때 서부 방언에서는 성조가, 동부 방언에서는 장단이 주로 사라진 것이 주목할 만하며, 이외에도 특징적인 음운 변동을 공유하는 등의 의의가 있다.
|  | (육진 방언) |
|  |             |
|  | 동북 방언   |
|  |             |
|  | 동남 방언   |
|  |             |

|  | 서북 방언   |
|  |             |
|  | 중부 방언   |
|  |             |
|  | 서남 방언   |
|  |             |
|  | (제주 방언) |
|  |             |

|  | (육진 방언) |
|  |             |
|  | 동북 방언   |
|  |             |
|  | 동남 방언   |
|  |             |

|  | 서북 방언   |
|  |             |
|  | 중부 방언   |
|  |             |
|  | 서남 방언   |
|  |             |
|  | (제주 방언) |
|  |             |

## 같이 보기
- 한국어의 남북 간 차이
- 한국어족
- 제주어
- 중앙아시아 한국어
- 중국조선어

## 참고 문헌
- 권승모 외(1996) “주체의 조선어연구 50년사”,  김일성종합대학 조선어학부
- 김병제(1988) “조선언어지리학시고”, 과학백과사전종합출판사
- 김성근(2005) “조선어방언학”, 조선어학전서 38, 사회과학출판사
- 방언연구회(2001) “方言學 事典”, 태학사
- 李崇寧(1967) ‘韓國方言史’, “韓國文化史大系V”, 高大 民族文化硏究所 出版部
- 河野六郞(1945) “朝鮮方言學試攷―「鋏」語考―”, 東都書籍(河野六郞『河野六郞著作集1』, 平凡社, 1979에 수정 재록)
- Ogura, S.(1940) The Outline of the Korean Dialects, Memoirs of the Research Department of the Tokyo Bunko No. 12, Tokyo: Toyo Bunko